# コルグ・Tシリーズ
Tシリーズ（てぃーしりーず）は、かつてコルグが製造、販売していたシンセサイザーの型番・機種名である。1989年発売。M1にフロッピーディスク・ドライブやマスター・キーボード機能、音色を追加し、ディスプレイも大型化したモデル。M1同様ミュージックワークステーションである。
全モデルに標準装備された3.5インチ2HDフロッピーディスクドライブは、音色やコンビネーション，シーケンサーといった内部データのほか、外部MIDI機器のエクスルーシブメッセージを受信して保存するMIDIデータファイラーとして活用できた。
同社のモジュール型サンプラーDSM-1で作成したPCMデータとサウンドライブラリをフロッピーディスクドライブからロードして内蔵のPCMデータに新しいデータとして追加できるRAMボードが用意された。
M1では鍵盤バリエーションは61鍵だけだったが、61鍵、76鍵、88鍵とバリエーションを増やした。その後のモデルにもこの鍵盤バリエーションは引き継がれている。同年にM3Rが発売されたせいか、Tシリーズにはモジュール版はない。

## Tシリーズ
T1
88鍵ウェイテッド鍵盤を採用したTシリーズの最高峰モデル。RAMボードが標準装備されている。
波形ROM容量は8MB,増設RAM容量は1MB。
T2
76鍵モデル。オプションでRAMボードを取り付け、PCMデータを追加可能。
波形ROM容量は8MB。
T3
61鍵モデル。オプションでRAMボードを取り付け、PCMデータを追加可能。
波形ROM容量は8MB。
T2EX
1990年発売。T2にRAMボードを標準装備した。
T3EX
1990年発売。T3にRAMボードを標準装備した。

## バッテリー問題
TシリーズはM1シリーズや01/Wシリーズと同じく内蔵電源としてボタン電池を用いているが、この電池が経年寿命に至った場合、内蔵されている音色がすべてクリアされてしまう。このためTシリーズでは標準音色のディスクを付属品としてつけているが、メディアの劣化などが原因で復帰できないことが多い。
この場合、コルグのサービスサポートに連絡をして内蔵ボタン電池を交換し、その付帯サービスとして音色の復帰をしてもらうことができるが、本体そのものが大きいために輸送に困難を伴うことや作業費用が2万円～と高額になる。
なお2008年11月現在では、KORG GlobalサイトよりTシリーズのプリセットデータ一式がダウンロードできる。これにより、PC/Mac上のMIDIバルク送信プログラムからTシリーズのシンセの初期化(音色復帰)が可能であり、復帰データを収録したオリジナルFDが無くとも内蔵電池の交換(裏蓋を開けるだけ)をすれば問題なく使用できる。